# Собаккаси
Собакка́си (рос. Собаккасы, чув. Сопаккасси) — присілок у складі Чебоксарського району Чувашії, Росія. Входить до складу Кшауського сільського поселення.
Населення — 77 осіб (2010; 82 у 2002).
Національний склад:
- чуваші — 96 %